# Mont-Dol

Mont-Dol este o comună în departamentul Ille-et-Vilaine, Franța. În 1 ianuarie 2022 avea o populație de 1.076 de locuitori.